# Дарьин, Геннадий Александрович
Геннадий Александрович Дарьин (19 августа 1922 — 7 марта 2012) — советский художник, член Союза художников СССР с 1954 года, Заслуженный художник РСФСР (1978), Народный художник России (2003).
Фронтовик. В годы войны — 20-летний лейтенант, командир взвода сапёров. Кавалер Ордена Красного Знамени (1944).

## Биография
Родился в 1922 году в деревне Игнатово Ярославской губернии, что в пяти километрах от Ярославля.
Отец — кузнец на Урочском вагоноремонтном заводе, мать — домохозяйка.
Через четыре года, после того как дом в деревне сгорел, семья переехала в Ярославль, где Геннадий окончил школу.
С детства увлекался гимнастикой и конным спортом, занимался в кавалерийской школе и сдал нормы на значок «Ворошиловский всадник», но летом 1937 года познакомился с ярославским художником Павлом Опариным и решил стать художником.
В 1938 году поступил в Ярославское художественное училище, но отучился только три курса — началась война.

### В годы Великой Отечественной войны
В июле 1941 года с 3-го курса училища призван в армию, направлен в Московское военно-инженерное училище. Член ВКП(б) с 1942 года.
На фронте с августа 1942 года. Воевал на Северо-Западном и 2-м Прибалтийском фронтах.
Лейтенант, командир сапёрного взвода, затем сапёрной роты 400-го отдельного батальона 200-й стрелковой дивизии.

Лейтенант Дарьин 19.1.44 под огнём противника провёл всю полковую артиллерию по минированному участку дороги, где снял 285 противотанковых немецких мин. Под огнём противника разминировал участок дороги Посчанка-Почино, где изъял и обезвредил 362 мины противника, чем обеспечил продвижение нашей артиллерии на передовые позиции. 20.1.44 под огнём противника произвёл разминирование дороги Перевоз-Станки.— из наградного листа на Орден Красного Знамени, 21 января 1944
17 июля 1944 года при проведении разведки под огнём противника первый переправился через реку Сарьянка и нашёл брод, был ранен.
После госпитализации в 1945 году демобилизован в звании старшего лейтенанта.
Награждён орденами Красной Звезды (1942), Красного Знамени (1944), Отечественной войны II степени (1944) и I степени (1985), медалью «За победу над Германией».

### После войны
Вернувшись с фронта продолжил учёбу в Ярославском художественном училище, окончив которое поступил в ленинградский Институт живописи, скульптуры и архитектуры имени И. Е. Репина при Академии художеств СССР (мастерская Народного художника СССР Б. В. Иогансона).
Окончив в 1951 году институт, четыре года преподавал в Ярославском художественном училище.
Летом 1951 года с портретом токаря-скоростника Ярославского паровозоремонтного завода Ю. Мокеичева участвовал в республиканской выставке в Москве.
Член Союза художников СССР с 1954 года.
Работал в творческих мастерских «Академическая дача» и Дом творчества имени Д. Н. Кардовского.
В 1960 году на республиканской выставке «Советская Россия» экспонировалась картина Г. А. Дарьина «Весеннее утро».
Член правления Союза художников СССР, ревизионной комиссии Союза художников РСФСР (1983−1988), ревизионной комиссии Союза художников СССР (1988−1991).
Умер в 2012 году в Ярославле.

## Творчество
Работал в различных жанрах, но наибольшее значение в творчестве занимал пейзаж: природа, традиционная деревня и быт Поволжья и Русского Севера.
Дипломант Министерства культуры РСФСР и Союза художников РСФСР (1977, 1980, 1985), Союза художников России (1993, 1999, 2003).
Лауреат областной премии имени М. А. Опекушина (1993).
Участник областных, региональных, республиканских, всесоюзных, зарубежных и международных выставок. Персональные выставки: Ярославль (1973, 1978, 1993, 1998, 2003, 2007), Москва (1977).

Все эти кубизмы и абстракционизмы — глупости, и больше ничего. Этими направлениями прикрываются художники, которые по-настоящему писать не умеют. Ведь для того, чтобы создать реалистическую картину, нужна учёба и большой труд. И талант, конечно. А в этом абстракционизме ничего подобного не надо: отрастил бороду, сделал уверенное лицо, замазал, не глядя, холст и говори на всех перекрёстках «я так вижу». Нет, это несерьёзно.— Г. А. Дарьин

## Семья
Первая жена — Галина Петровна Огарёва-Дарьина (1923—1999) — Заслуженный художник РСФСР (1970)
Дочь — Елена Геннадьевна Дарьина (1951 г.р.-2021 г.с.) — художник, искусствовед.
Вторая жена (с 1970 г.) — искусствовед Елена Борисовна Ивановская (1935—2015).